# اولگ ماکارا
اولگ ماکارا (Pozlátené dievča؛ زادهٔ ۱۳ اکتبر ۱۹۵۴) کارگردان، فیلم‌نامه‌نویس و نویسنده اهل کشور اسلواکی است. پدرش، «اشتفان ماکارا» نقاش، روزنامه‌نگار و ویراستار فیلمنامه برای تلویزیون اسلواکی بود. خواهرش «ساشا ماکارووا» نقاش و ساکن وین اتریش است.